# Gândirea (revistă)
 Gândirea  a fost o revistă culturală de factură tradiționalistă din România interbelică fondată în 1921, la Cluj, de Cezar Petrescu și D. I. Cucu, mai întâi ca supliment literar al ziarului Voința. .  Ulterior, prin mutarea revistei la București, după un an,  conducerii revistei i s-au alăturat alte nume de calibru, așa cum sunt Adrian Maniu și Gib Mihăescu, iar, din 1926, superactivul și multilateralul Nichifor Crainic, liant puternic între curentele artistice, culturale și ideologice ale gândirismului și cele ale ortodoxismului.
Deși, din multe puncte de vedere, Revista Gândirea și gândirismul, curentul artistic creat în jurul ei, de la care numele a fost „împrumutat,” au reprezentat doar una din multiplele fațete ale mișcării artistice ample, complexe, românești interbelice, cu multe aspecte de avangardă originală. Totuși, doar în „mod aparent,” fiind preponderent o exponentă a ideilor tradiționalismului autohton, Gândirea se regăsește pe poziții relativ antitetice moderniștilor de la Sburătorul lui Eugen Lovinescu, grup, în esență, sincronist, care reprezenta o altă fațetă a aceleiași avangarde artistice românești. Nichifor Crainic,  în articolul din revistă intitulat Sensul tradiției recunoștea că Gândirea a pornit de la moștenirea Sămănătorului.

## Istoric
Fondată în 1921, la Cluj, de Cezar Petrescu și D. I. Cucu, revista s-a mutat în anul următor la București. Aici, conducerii inițiale, i s-au alăturat alte importante, așa cum sunt Adrian Maniu și Gib Mihăescu.
Începând cu 1926, multilateralul și superactivul Nichifor Crainic, verigă puternică între curentele artistice, culturale și ideologice al gândirismului și cel al ortodoxismului, se implică în conducerea revistei, iar din 1928 devine directorul și ideologul publicației. Cunoscând doar două întreruperi (1925 și 1933-1934), publicația devine una dintre cele mai importante reviste culturale ale interbelicului românesc.

## Scriitori implicați în activitateagândirismului

### Activitatea revistei (1921 - 1944)
În jurul publicației și sub îndrumarea gânditorului Nichifor Crainic, personalitate complexă interbelică, s-a format o adevărată grupare ce reunea o mare parte din intelectualitatea de marcă a vremii: Ion Barbu, Vasile Băncilă, Lucian Blaga, Dan Botta, Alexandru Busuioceanu, Mateiu I. Caragiale, Oscar Walter Cisek, Radu Gyr,  Niculae I. Herescu (care semna adesea, N. I. Herescu, Gib Mihăescu, Ovidiu Papadima, Victor Papilian, Ioan Petrovici, Ion Pillat, Adrian Maniu, V. I. Popa, Dragoș Protopopescu, Ion Marin Sadoveanu, Dumitru Stăniloae, Paul Sterian, Francisc Șirato, Al. O. Teodoreanu, Ionel Teodoreanu, Sandu Tudor, Tudor Vianu, Pan M. Vizirescu, Vasile Voiculescu, Sandu Tudor, G. M. Zamfirescu și mulți alții.
Unele voci importante interbelice ale culturii române, precum fuseseră: Tudor Arghezi, George Călinescu, Șerban Cioculescu, Petre Pandrea, Mircea Eliade, Emil Cioran, Alexandru Terziman, dar și alții, au avut colaborări numai temporare. George Călinescu și Zaharia Stancu, un timp colaboratori ai revistei, vor ajunge însă curând să  atace linia pe care o va urma publicația.
Din varii motive obiective, Revista Gândirea a avut două întreruperi, în decursul anului 1925 și în intervalul 1933 - 1934. Prestigioasa publicație culturală și-a încheiat activitatea în 1944, din motive istorice.

## Profilul teoretico-filozofic al revistei
Inspirându-se din Chamberlain și Spengler, gândiriștii erau înclinați să-și reprezinte toată istoria noastră modernă ca o luptă a geniului autohton rural cu formele de viață „neorganice”, orășenești, împrumutate din Apus. Gândirea se situa pe o veche linie, care, de la Maiorescu la Iorga și de la junimism la sămănătorism, și-au îndreptat focul criticii împotriva civilizației românești cu tot ce implica ea, socotind-o o „formă fără fond”, fiindcă n-a ieșit dintr-o dezvoltare organică și nu răspunde cerințelor imanente și imboldurilor „firești” ale „sufletului național”..

## După decembrie 1989
Colecția (parțială) a revistei, în formă digitală, a fost pusă la dispoziția publicului de Biblioteca Centrală Universitară „Lucian Blaga” din Cluj-Napoca.
În perioada 1991 - 2004 a apărut la Sibiu și mai apoi Sinaia, seria nouă a "Gândirii", la inițiativa profesorului sibian Mihai Marinică, sub conducerea lui Pan M. Vizirescu, colaborator al revistei și singurul supraviețuitor din lotul ziariștilor condamnați în 1946 de către Tribunalul Poporului. Seria nouă îl avea ca redactor principal pe un nepot al preotului Ioan Sămărghițan, în casa căruia se refugiase Nichifor Crainic și împreună cu care fusese apoi arestat. Dintre colaboratorii vechi ai "Gândirii" semnatari și în seria nouă, alături de Pan M. Vizirescu, mai trăia doar Ovidiu Papadima.

## A se vedea și
- Articolul Avangarda artistică românească
- Categoria Avangarda artistică românească
- Formatul Avangarda artistică românească
- Articolul Gândirism
- Categoria Revista Gândirea
- Formatul Gândirism
- Categoria Avangarda artistică românească